# Oecophylla smaragdina
Oecophylla smaragdina – gatunek mrówki z podrodziny Formicinae. Często nazywane prządkami lub tkaczkami, ze względu na charakterystyczny sposób budowy gniazd nadrzewnych. Występują w Australii, Indonezji, południowo-wschodniej Azji oraz na subkontynencie indyjskim.

## Morfologia
Robotnica ma jasny odwłok, o zabarwieniu zielonkawym, oraz głowę i tułów żółte, chociaż zdarzają się kolonie czerwone, mylnie utożsamiane z mrówkami z rodzaju Solenopsis. Długość ciała królowej wynosi 15–20 mm, robotnicy 5–13 mm. Odnóża długie, żuwaczki silne, usiane małymi, ostrymi ząbkami.

## Biologia

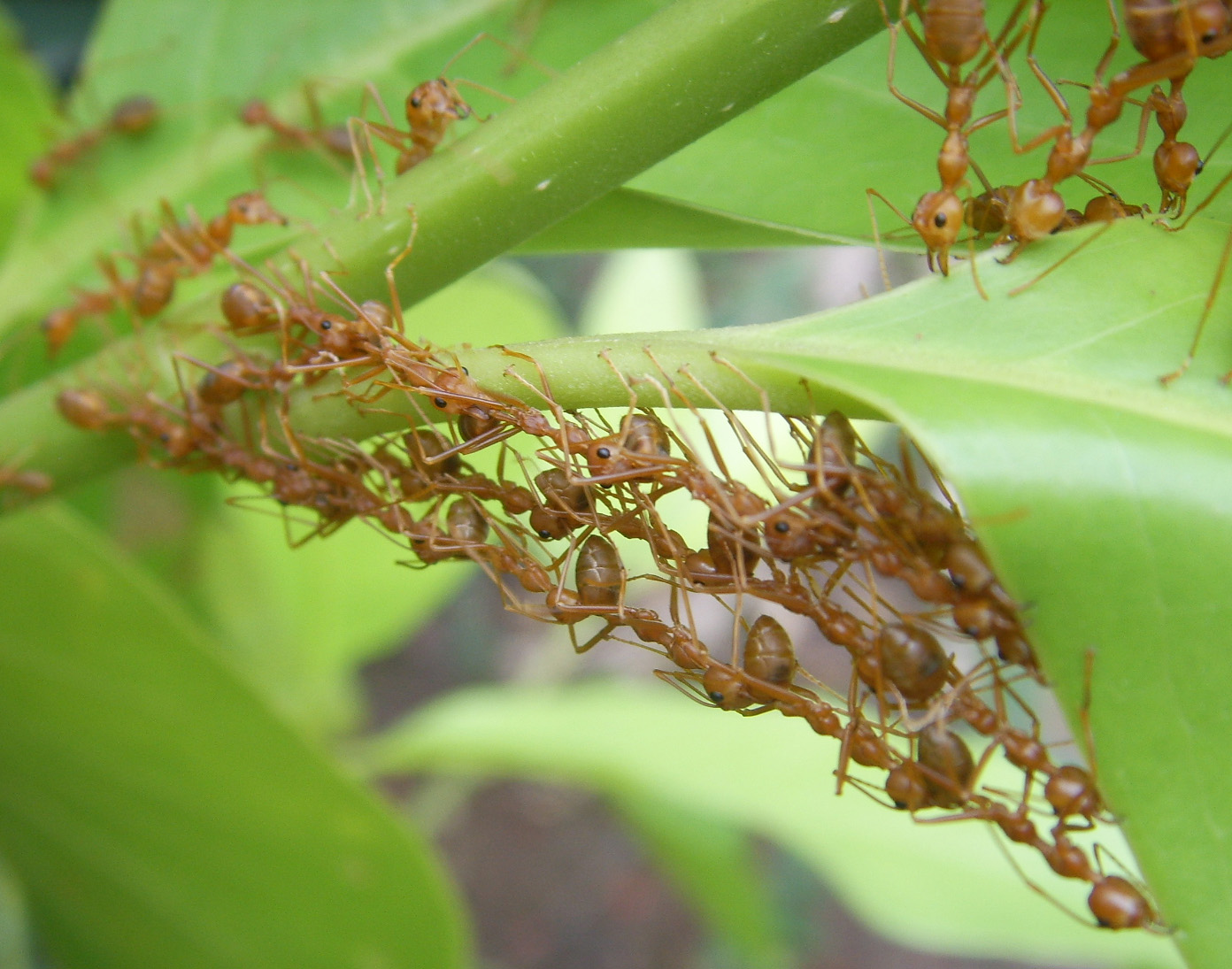
Robotnice tworzące pomost

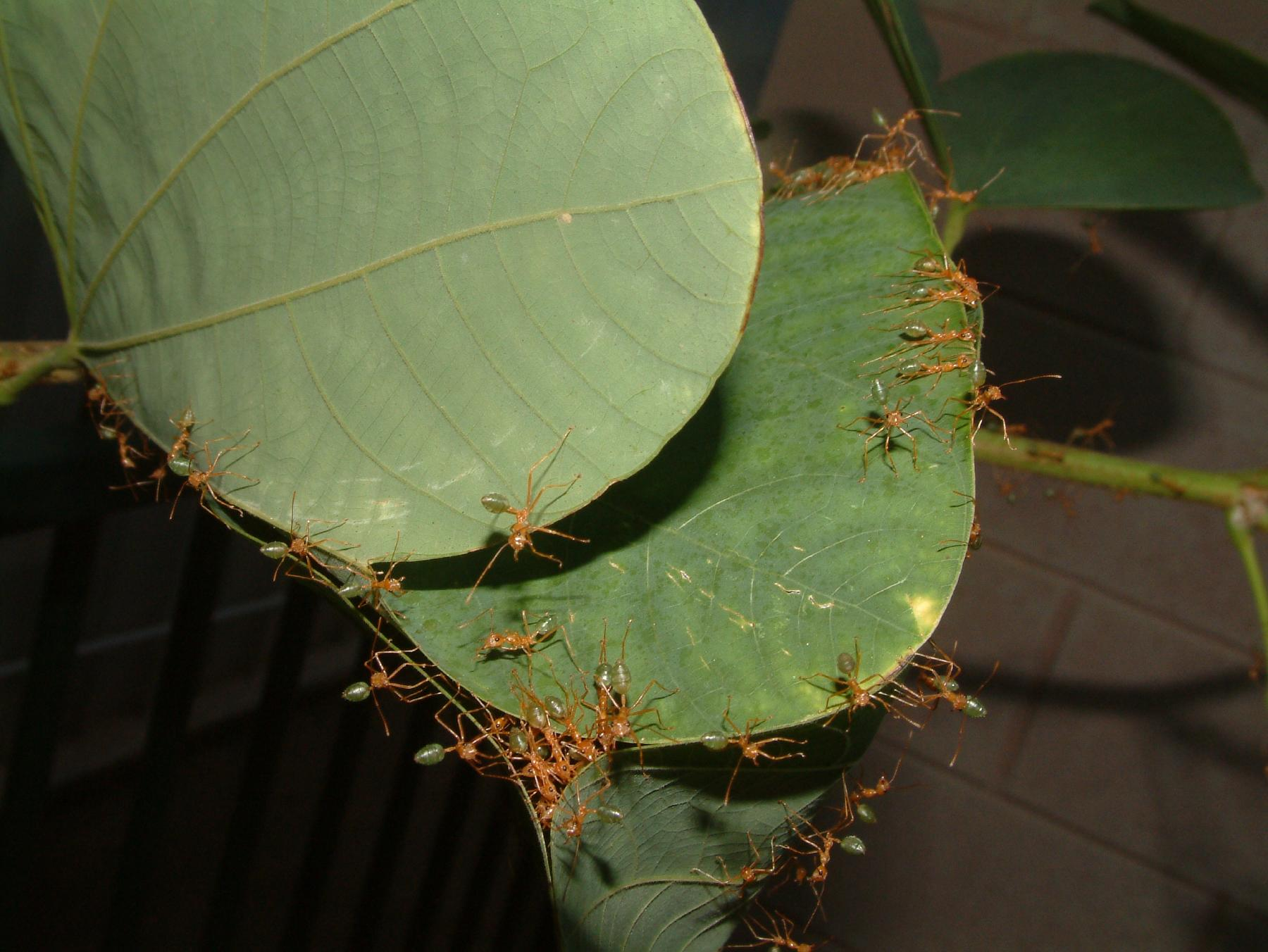
Robotnice wyginające liście

Formują gniazda w kształcie kokonów wysoko nad ziemią, na gałęziach z żywych, powyginanych przez siebie ogromnych liści. Spoidłem jest przędza wydzielana przez larwy, które robotnice przenoszą w żuwaczkach. Dojrzała kolonia rozsiana jest po kilkunastu drzewach, składa się z kilkudziesięciu gniazd, o łącznej liczebności do pół miliona owadów. Budowę umożliwia im charakterystyczna dla całego rodzaju bardzo sprawna komunikacja. Wykorzystują m.in. komunikację chemiczną (feromony), dotykową (za pomocą czułek) i dźwiękową: odnóżami wprawiają w drgania pędy, a sygnały akustyczne odbierają dzięki narządom podkolanowym.
Gatunek agresywny. Chętnie poluje na większe od siebie owady, pająki, skorpiony, małe kręgowce, a także na inne kolonie mrówek. Mięsem karmią larwy, dorosłe stadia pożywiają się nektarem oraz spadzią czerwców, które często hodują. Typowa defensywna postawa mrówki tkaczki to podniesiona głowa i żuwaczki szeroko rozchylone. Główną broń stanowią żuwaczki, wspomagane kwasem mrówkowym wydzielanym obficie z odwłoka. Dobrze rozwinięte zmysły ułatwiają sprawną koordynację działań zespołowych. Kastę żołnierzy stanowią najstarsze robotnice, które stanowią potencjalnie najmniejszą stratę dla kolonii.
Mrówki prządki odpędzają słabych i wpuszczają tylko najlepszych zapylaczy kilku gatunków roślin z rodziny zaczerniowatych. W ten sposób zwiększają sukces reprodukcyjny roślin. Same pożywiają się ich nektarem. Kluczową rolę w tego typu symbiozie odgrywają roślinne atraktanty.
Średnia średnica włókien przędzy mrówek wynosi koło 1 µm. Świeżo wykonana przez mrówki przędza jest bardzo hydrofilowa, natomiast starsza wykazuje właściwości lekko hydrofobowe. Głównym budulcem jest fibroina. Wyniki badań przedstawiają dowody na możliwość zastosowania włókien mrówek prządek jako alternatywnego źródła jedwabiu.
Wiele stawonogów w celu obrony wykorzystuje mimikrę i upodabnia się do mrówek prządek. Należy do nich między innymi gąsienica motyla z rodziny sówkowatych, Homodes bracteigutta. Z kolei niektóre drapieżniki wykorzystują mimetyzm i naśladują mrówki prządki w celu skutecznego polowania na nie, np. pająki: Amyciaea lineatipes i Myrmarachne plataleoides z rodziny skakunowatych.